# Grundschule Halmerweg
Die Grundschule Halmerweg in Bremen-Gröpelingen, Ortsteil Ohlenhof, Halmerweg 71 und Stuhmer Straße, stammt von 1965. 
Das Gebäude steht seit 2008 unter Bremischem Denkmalschutz.

## Geschichte
Die zweigeschossige verklinkerte Grundschule mit 24 Klassenräumen wurde als Pavillonschule von 1956 bis 1965 in Bauabschnitten nach Plänen von Gerhard Müller-Menckens (Bremen) im Auftrag des Hochbauamtes Bremen gebaut. Die oktogonalen Grundrisse der Klassenräume sind in Bremen einzigartig. Die Belichtung erfolgt über fünf der acht Seiten der Raume. Drei im Viertelkreis angeordnete Klassenpavillons werden durch einen geschwungenen Gang miteinander und mit dem Hauptgebäude (Aula, Bibliothek, Verwaltungsräume, Lehrerzimmer, Turnhalle) verbunden, ergänzt durch Hausmeisterwohnung und Fahrradunterstand. Jeder Pavillon hat acht Klassenräume, einen kleinen Gemeinschaftsraum für Gruppenarbeit, Garderobe sowie WC-Räume. Die über zwei Geschosse gehenden Treppenhaushallen mit asymmetrischer Treppe und Obergeschossgalerie erschließen alle Klassenräume. Die Klassen erhielten verschiedenartige Tierbilder aus Keramikmosaik, gestaltet von der Künstlerin Elisabeth Pluquet-Ulrich (1921–2009). Der gliedernde Schornstein ist nach Veränderung des Heizwerks funktionslos.
Das Landesamt für Denkmalpflege Bremen befand: „Sie gehört zu den auffälligsten und besten Schulentwürfen der Nachkriegszeit in Bremen überhaupt. […] Die Schule zeichnet sich durch hohe gestalterische Qualität sowohl der einzelnen Bauten des Ensembles als auch der Anordnung der Baugruppe und der Gestaltung des Inneren, insbesondere der zentralen Treppenhaushallen der Pavillons, sowie der sorgfältigen und aufwendigen künstlerischen Durchformung der Details aus.“
Müller-Menckens plante in Bremen u. a. auch die Heilig-Geist-Kirche Neue Vahr an der August-Bebel-Allee, die Erweiterung der Sparkasse Bremen am Brill und das Packhaustheater Bremen im Schnoor.
Die heute (2022) vier- bis fünfzügige inklusive Schule hat ca. 270 bis 280 Kinder aus ca. 12 Nationalitäten, die von 29 Lehrer/-innen, sieben pädagogischen Mitarbeiter/-innen und zwei Sozialpädagog/-innen betreut werden. Viele Kinder mit der Muttersprache Türkisch erhalten Unterricht in Türkisch (MUT). Ein schuleigener Hort bietet Frühbetreuung an.